# Deník chvilkové známosti
Deník chvilkové známosti (v originále Chronique d'une liaison passagère) je francouzský hraný film z roku 2022, který režíroval Emmanuel Mouret podle vlastního scénáře. Snímek byl uveden dne 21. května 2022 na filmovém festivalu v Cannes.

## Děj
Jednoho večera se Charlotte, svobodná matka, setkává se Simonem, ženatým mužem. Společně se dohodnou, že se budou vídat pouze pro potěšení, bez jakýchkoli dalších závazků. Tento jejich vztah bez budoucnosti se však obrátí vzhůru nohama, když se objeví nové city.

## Obsazení
| Sandrine Kiberlainová | Charlotte |
| Vincent Macaigne      | Simon     |
| Georgia Scalliet      | Louise    |
| Maxence Tual          | Manu      |

## Ocenění
- César: nominace v kategorii nejlepší herec (Vincent Macaigne)